# Kolonialbrunnen (Weimar)
Der Kolonialbrunnen war ein Kolonialdenkmal in Weimar. 

## Geschichte
Zwischen den beiden Weltkriegen wurde am damaligen Bismarckplatz, dem heutigen  August-Bebel-Platz 1930 ein Brunnen errichtet, der nach 1945 entwidmet und in den 1950er Jahren teilweise, 1970 vollständig beseitigt wurde. Er wurde von dem Weimarer Bildhauer Josef Heise geschaffen, nach dem Entwurf des Weimarer Stadtoberbaurats August Lehrmann. Es gibt für diesen Brunnen im Stadtarchiv Weimar eine Aktenüberlieferung. Die Unterstützung für das Projekt kam im Wesentlichen vom Land Thüringen und dem Weimarer Oberbürgermeister Walther Felix Mueller. Am 7. September 1930 erfolgte seine Einweihung. Diese Veranstaltung wiederum war der Höhepunkt der in Weimar stattgefundenen Kolonialtagung des Deutschen Kolonialkrieger-Bundes. Die Festrede hielt General Ritter von Epp.
Auf einem Podest befanden sich mehrere Blöcke aus Travertin. Bekrönt wurde er von einem vom Pfeil von hinten getroffenen Adler. Das Adlermotiv stammt vom Kunstmaler Linzen. Die Metallgussplatte nannte die vom Deutschen Kaiserreich beanspruchten Kolonial- bzw. Schutzgebiete. Der Brunnen ist weitgehend in Vergessenheit geraten. Im Weimar. Lexikon zur Stadtgeschichte ist er unter dem Begriff Brunnen kurz erwähnt.